# Willem van Herp

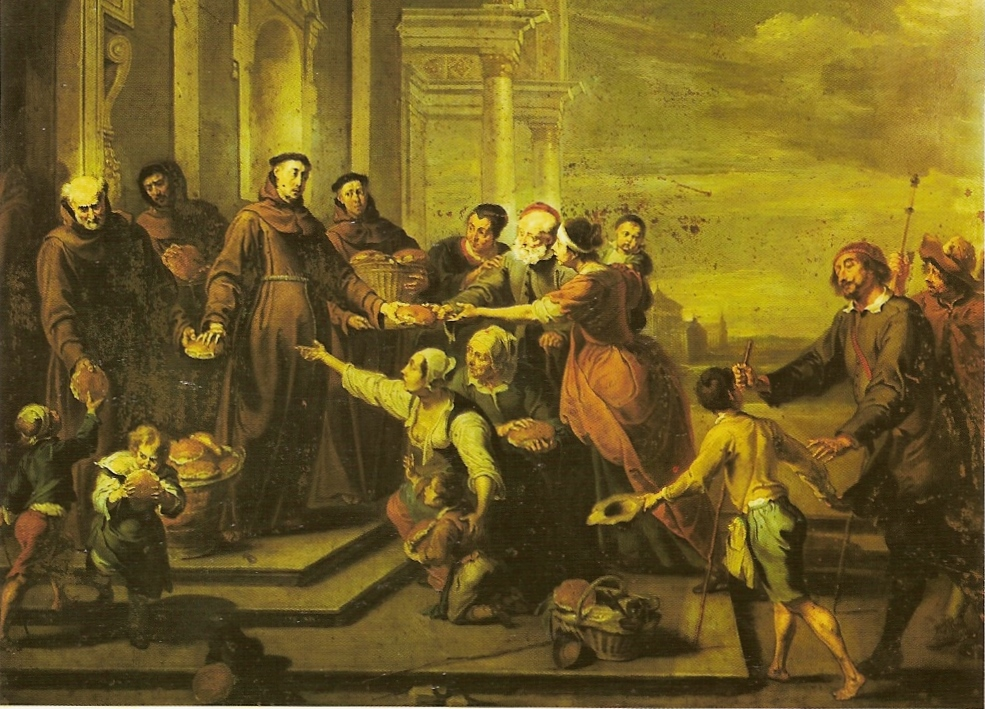
Coure de Sant Antoni

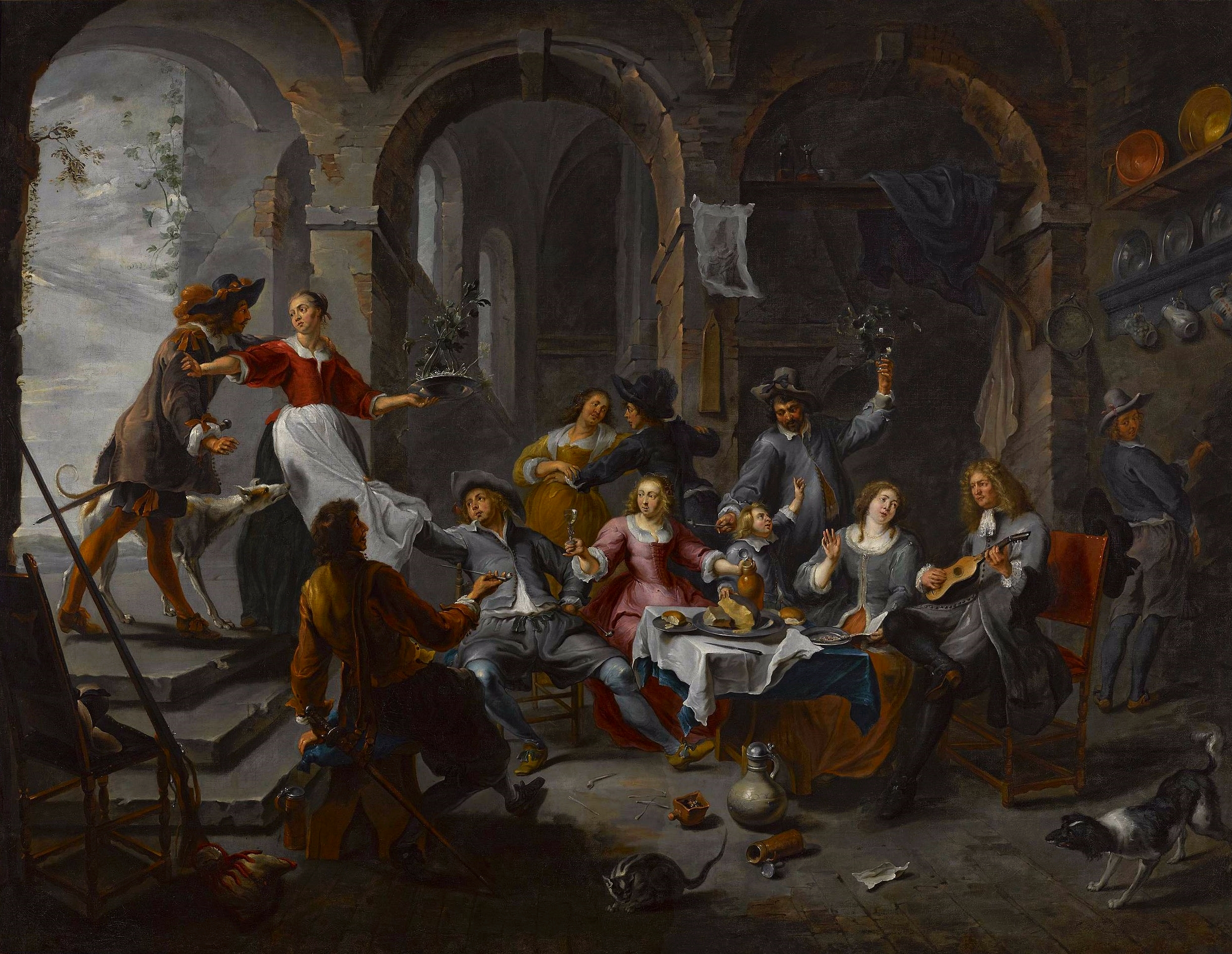
Al·legoria, de van Herp

Willen van Herp (Anvers, c. 1614 – 1677) va ser un pintor flamenc del barroc, especialitzat en petits quadres de gabinet, generalment d'escenes religioses.
Es creu que va ser alumne de Rubens. Malgrat que el seu treball es va centrar a la seva ciutat natal, també va exportar diverses obres a Espanya, realitzades en coure i mitjançant encàrrec.